# DC Comics
DC Comics (заснована у 1934 як National Allied Publications) — одна з найбільших і найуспішніших компаній, яка працює на американському ринку коміксів. Вона є видавничим відділом DC Entertainment Inc., що є дочірньою компанією Warner Bros. Власником Entertainment, у свою чергу, є Time Warner. DC Comics випускає матеріали, що характерні багатьма відомими персонажами, такими як Супермен, Бетмен, Диво Жінка, Флеш та решта Всесвіту DC (DC Universe).
Ініціали «DC» являють собою акронім популярної серії коміксів компанії Detective Comics, котра згодом стала частиною офіційної назви компанії. Офіційна штаб-квартира DC Comics до квітня 2015 року знаходилася на Бродвеї, 1700, Мангеттен.
DC Comics займає (за даними на 2011 рік) близько 31,50% ринку коміксів в Америці, в той час як його давній і найголовніший суперник - Marvel Comics близько 45%. Третє місце займає Image Comics - 5%.

## Походження
Все почалося з компанії National Allied Productions, заснованої Малькольмом Вілером-Ніколсоном в 1935 році, дебютувавши з великим (розміру «таблоїд») випуском New Fun: The Big Comic Magazine. Інша назва компанії, New Comics #1, що вперше з'явилася в грудні 1935 року, з'являлася на обкладинках коміксів протягом Золотого століття коміксів. Ця назва згодом була замінена на Adventure Comics, і в такому вигляді серія проіснувала аж до #503 в 1983 році, ставши найдовшою серією коміксів в історії.
Третя і остання серія Вілера-Ніколсона, Detective Comics, що з'явилася у вигляді реклами в грудні 1936 року, стартувала через три місяці в березні 1937 року. Ця тематична серія стала сенсацією з появою в Batman #27 (травень 1939 року). До того часу, однак, Вілер-Ніколсон вже покинув компанію. У 1937 році, будучи в боргу перед власником друкарської фабрики і розповсюджувачем журналів, Гаррі Доненфелдом — який також видає дешеві журнали і працює директором в Independent News — Вілер-Ніколсон був змушений взяти його як партнера, щоб випустити Detective Comics #1. Була сформована компанія Detective Comics, Inc, власниками якої значилися Вілер-Ніколсон і Джек Лейбовіц, бухгалтер Доненфелда. Вілер-Ніколсон залишився в компанії ще на рік, однак його проблеми з грошима тривали, і він був просто витіснений. Незабаром після цього Detective Comics Inc. придбала залишки компанії National Allied, також відомої, як Nicolson Publishing на аукціоні з приводу банкрутства останньої.
Detective Comics Inc. незабаром запустила ще одну серію, Action Comics, перший номер якого представив читачам Супермена (персонаж, який не мав ніякого відношення до Вілер-Николсону). Редактор Він Салліван вирішив запустити персонажа після того, як Шелдон Мейер дістав його з кошика з листами.
Action Comics #1 вийшов у червні 1938 і став хітом продажу, створивши новий архетип персонажа — нині відомий, як"супергерой". Компанія незабаром представила читачам інших популярних персонажів, таких як Бетмен і Пісочна людина.
22 лютого 2010 копія коміксу Action Comics (червень 1938) була продана на інтернет-аукціоні за 1 мільйон доларів, перебивши попередній подібний рекорд в $ 317 000 за іншу копію, гіршої якості, продану в попередньому році. Як покупець, так і продавець залишилися невідомими.

## Золотий вік
Незабаром компанії National Allied Publications та Detective Comics Inc. об'єдналися, сформувавши компанію National Comics, яка в 1944 році поглинула концерн Макса Гейне і Джека Лейбовіц, All-American Publication. В тому ж році Гейнс дозволив Лейбовіц викупити його частку, залишивши лише Picture Stories from the Bible для заснування власної компанії, EC Comics. На цій стадії Лейбовіц керував злиттям All-American Comics і Detective Comics в National Comics. Слідом за цим він почав організовувати злиття National Comics, Independed News (власна мережа поширення), а також х підприємств у єдину корпорацію, National Periodical Publications. Акції цієї компанії з'явилися у продажі на фондових ринках в 1961 році.
Незважаючи на офіційні назви компаній, «National Comics» та «National Periodical Publications» на коміксах друкувався логотип «Superman-DC» (логотип DC почав з'являтися на коміксах з 1940 року) і компанія стала відома як DC Comics задовго до офіційної реєстрації цієї назви, що відбулася в 1977 році.

Логотип у 2005—2012

Компанія почала агресивну боротьбу проти порушення авторських прав — явного копіювання персонажів, таких як Чудо-людина — персонаж Fox Comics, якого Fox майже повністю скопіювали з Супермена. Важливою віхою став позив DC до суду проти Fawcett Comics про персонажа Капітан Марвел, який в той час був однією з найбільш продаваних серій. Не зважаючи на той факт, що зв'язок між Капітаном Марвелом і Суперменом виглядала досить спірним, (сили Капітана Марвела мали магічну природу, на відміну від сил Супермена), суд визнав цілеспрямоване і умисне копіювання зареєстрованого матеріалу. Зустрівшись віч-на-віч з відміною продажів і подальшим банкрутством. Fawcett здалися в 1955 році і припинили публікацію коміксу. Роками пізніше, Fawcett з іронією продала права на Капітана Марвела DC Comics, які в 1973 році оживили капітана в новій серії «Шазам!», що містять малюнки Чарльза Бека. До повернення персонажеві популярності та оновлення, Капітан Марвел з'являвся лише в ранковому шоу на ТБ, пізніше зайнявши гідне місце у всесвіті DC.
У 1967 році з'явилася нова компанія — Marvel Comics, яка нині є найголовнішим конкурентом DC на ринку.
Коли популярність супергероїв почала зникати наприкінці 1940-х років, компанія сфокусувалася на таких жанрах, як наукова фантастика, вестерн, гумор і романтика. DC також публікували детективи та страшні історії, але дуже короткі, і тому уникали руху проти коміксів середини 1950-х років. Кілька популярних серій за участю супергероїв (більше всього Action Comics та Detective Comics) не були закриті і успішно продовжували публікації.

## Переклади українською
Наприкінці 2016 року видавництво «Рідна Мова» (разом з видавництвом «Махаон-Україна» є підрозділом російської видавничої групи «Азбука-Аттікус») отримало ексклюзивні права на переклад коміксів DC українською мовою. Перші примірники DC коміксів українською з'явилися навесні 2017 року, одразу ж після анонсу на презентації Kyiv Comic Con 2017.
До 2018 року видавництво випускало лише серії The New 52, проте наприкінці 2018 анонсувало плани про початок випуск, події та подальшої марки DC Universe Rebirth. 26 жовтня 2018 року стало відомо, що на кінець 2019 року запланований випуск коміксу «DC Universe Rebirth» (укр. «Всесвіт DC. Відродження»), який перезапускає всі серії, але у той же час відбуватиметься та продовжуватиме ті ж самі сюжети у тому ж всесвіті що і попередні серії з The New 52.
Видавництво також іноді випускає комікси з періоду Класики (Золота, Бронзова та Сучасна Епоха і комікси початку 2000-их років), наприклад:
- «Бетмен: Рік перший»
- «Бетмен: Убивчий жарт»
- «Бетмен: Довгий Гелловін»
- «Бетмен: Цить»

Події цих коміксів іноді згадуються у сучасній серії The New 52, та деякі деталі вважаються каноном у сучасних серіях.
Зазвичай комікси DC випускались раз на місяць. Проте наприкінці 2018 видавництво випустило одразу два томи-збірки, та у 2019 планує продовжити такий подвійний випуск кожного місяця. На 2019 рік також запланований початок випуску коміксів імпринта DC Comics під назвою DC Black Label («Проклятий Бетмен» та «Бетмен: Білий лицар»). Також іноді випускаються комікси з періоду Класики (Золота, Бронзова та Сучасна Епоха і комікси початку 2000-их років).
2017У 2017 було опубліковано 9 українських перекладів коміксів DC.
1. Френк Міллер, Девід Маццуккеллі. «Бетмен. Рік перший».
Пер з англ.: Олена Оксенич. Київ: Рідна Мова / Махаон-Україна. 152 стор. ISBN 978-966-917-176-4
2. Алан Мур, Брайан Болланд. «Бетмен. Убивчий жарт».
Пер з англ.: Євген Музиченко. Київ: Рідна Мова / Махаон-Україна. 72 стор. ISBN 978-966-917-175-7
3. Джефф Джонс. «Ліга Справедливості. Книга 1. Початок».
Пер з англ.: Яніна Лимар. Київ: Рідна Мова / Махаон-Україна. 192 стор. ISBN 978-966-917-177-1
  1. (спецвидання: альтернативна обкладинка) ISBN 978-966-917-217-4
4. Адам Ґласс. «Загін самогубців. Книга 1. Копняк у зуби».
Пер з англ.: Яніна Лимар. Київ: Рідна Мова / Махаон-Україна. 160 стор. ISBN 978-966-917-174-0
5. Джеф Леб. «Бетмен. Цить».
Пер з англ.: Євген Музиченко. Київ: Рідна Мова / Махаон-Україна. 320 стор. ISBN 978-966-917-196-2
6. Френсіс Манапул. «Флеш. Книга 1».
Пер з англ.: Вікторія Калина. Київ: Рідна Мова / Махаон-Україна. 192 стор. ISBN 978-966-917-190-0
7. Скотт Снайдер. «Бетмен. Книга 1. Суд сов».
Пер з англ.: Олена Оксенич. Київ: Рідна Мова / Махаон-Україна. 176 стор. ISBN 978-966-917-203-7
8. Джефф Джонс. «Ліга Справедливості. Книга 2. Шлях злочинця».
Пер з англ.: Марія Шагурі. Київ: Рідна Мова / Махаон-Україна. 168 стор. ISBN 978-966-917-180-1
9. Адам Ґласс. «Загін самогубців. Книга 2. Сходження Василіска».
Пер з англ.: Яніна Лимар. Київ: Рідна Мова / Махаон-Україна. 184 стор. ISBN 978-966-917-211-2

2018У 2018 було опубліковано 9 українських перекладів коміксів DC.
1. Лі Бермехо. «Бетмен. Ноель».
Пер з англ.: Олена Оксенич. 112 стор. ISBN 978-966-917-227-3
2. Скотт Снайдер. «Бетмен. Книга 2. Місто сов».
Пер з англ.: Олена Оксенич. 208 стор. ISBN 978-966-917-244-0
3. Френсіс Манапул. «Флеш. Книга 2. Революція бунтарів».
Пер з англ.: Микити Янюка. 168 стор. ISBN 978-966-917-247-1
4. Алан Мур. «Вартові».
Пер з англ.: Ярослава Стріха. 532 стор. ISBN 978-966-917-255-6
5. Скотт Снайдер. «Бетмен. Книга 3. Смерть сім'ї». 
Пер з англ.: Олена Оксенич. 176 стор. ISBN 978-966-917-256-3
6. Браян Азарелло. «Джокер».
Пер з англ.: Марина Дубина. 136 стор. ISBN 978-966-917-258-7
7. Френк Міллер. «Бетмен. Повернення темного лицаря». 
Пер з англ.: Яніна Лимар. 232 стор. ISBN 978-966-917-259-4
8. Джеф Леб. «Бетмен. Довгий Гелловін». 
Пер з англ.: Євген Музиченко. 392 стор. ISBN 978-966-917-173-3
9. Джефф Джонс. «Аквамен. Книга 1. Западина». 
Пер з англ.: Яніна Лимар. 144 стор. ISBN 978-966-917-262-4

2019У 2019 усього опублікується 16 українських перекладів коміксів DC.
1. Джефф Джонс. Ліга Справедливості. Книга 3. Трон Атлантиди. 
Пер з англ.: Марія Шагура. 256 стор. ISBN 978-966-917-261-7
2. Скотт Снайдер. «Бетмен: Нульовий рік — Таємне місто».
Пер з англ.: Олена Оксенич. 176 стор. ISBN 978-966-917-350-8
3. Марк Міллар. «Супермен: Червоний син».
Пер з англ.: Катерина та Анатолій Пітиків. 168 стор. ISBN 978-966-917-349-2
4. Френсіс Манапул. «Флеш: Вторгнення горил».
Пер з англ.: Микита Янюк. 176 стор. ISBN 978-966-917-357-7
5. Джефф Джонс. «Шазам!».
Пер з англ.: Марина Дубина. 192 стор. ISBN 978-966-917-356-0
6. Джефф Джонс. «Аквамен: Інші».
Пер з англ.: Марина Дубина. 160 стор. ISBN 978-966-917-362-1
7. Шон Мерфі. «Бетмен: Білий лицар». (Комікс DC Black Label).
Пер з англ.: Марина Дубина. 232 стор. ISBN 978-966-917-376-8
8. «Бетмен: Нульовий рік — Темне місто».
Пер з англ.: Олена Оксенич. 256 стор. ISBN 978-966-917-371-3
9. «Бетмен: Нічна зміна» (очікується до друку у серпні).
Пер з англ.: Олена Оксенич. 224 стор. ISBN 978-966-917-372-0
10. «Проклятий Бетмен» (очікується до друку у вересні) (Комікс DC Black Label).
Пер з англ.: Євген Музиченко. 152 стор. ISBN 978-966-917-368-3
11. «Ліга Справедливості: Війна Трійці» (очікується до друку у вересні)
12. «Бетмен: Ендшпіль» (очікується до друку у вересні)
13. «Диво-жінка (очікується до друку у жовтні)
14. «Флеш: Зворотній хід (очікується до друку у листопаді)
15. «Проповідник. Книга четверта (очікується до друку у грудні)
16. «Всесвіт DC: Відродження»[en] (очікується до друку у грудні)

2020На разі, відомо лише один запланований комікс DC на 2020 рік.
1. «Swamp Thing» (очікується до друку у 2020)